# A1 (автомагистраль, Германия)
Автомагистраль A1 (нем. Bundesautobahn 1, сокр. Autobahn 1 или A1) — автобан Германии. Автомагистраль начинается недалеко от Хайлигенхафена в Шлезвиг-Гольштейне как продолжение 207-го шоссе, идущего c острова Фемарн от паромной станции Путтгарден. Далее автомагистраль огибает Ольденбург, идёт через Любек к Гамбургу, пересекает границу земли Нижняя Саксония и далее через Бремен направляется к Рурскому региону. Далее шоссе обходит город Кёльн и выходит к горам Айфель, где ненадолго прерывается.  Вновь шоссе появляется у развязки с автомагистралью A48 и, проходя через горы Хунсрюк, выходит к Саарбрюккену.
Автомагистраль также известна под названиями Hansalinie (от Любека до Дортмунда), что переводится как «Дорога Ганзы», Vogelfluglinie (от паромной станции в Путтгардене до Гамбурга), что переводится как «Путь полёта птиц», Eifelautobahn (от развязки "Западно-Кёльнский крест до развязки "Вульканайфельский треугольник"), что переводится как «Айфельская автомагистраль».

## История строительства
Первые планы относительно автомагистрали появились в 1920-х годах. Однако фактически строительство магистрали началось только в 1934 году. К началу Второй мировой войны были введены в строй участки Гамбург—Бремен и Гамбург—Любек. Развязка Каменер с автомагистралью A2 была одной из старейших клеверообразных развязок в Германии (открылась в 1937 году).
В 1950-е годы были введены в эксплуатацию участки Бремен—Дортмунд и Дортмунд—Кёльн. В 1960-е годы был сдан участок между пригородом Трира Швайхом и Саарбрюкеном. В 1970-е годы в строй был введён участок от Швайха до Виттлиха, в результате чего был подключён ранее построенный участок между Дорфом (деревня рядом с Виттлихом) и Хасборном. В 1980-1982 годах магистраль пополнилась участками Любек—Ольденбург-ин-Хольштайн и Кёльн—Бланкенхайм. Кроме того, в 1980-е годы шла реконструкция старых участков магистрали.
В 1997 году открылся для движения участок между Хасборном и Даршайдом (деревня к востоку от Дауна). В 2005 году этот участок был продлён до деревни Ренген к северу от Дауна, а в 2012 году — до общины Драйс-Брюк.
В 2000-е годы магистраль была продлена от Ольденбург-ин-Хольштайна до Хайлигенхафена.
В настоящий момент ведутся работы по ликвидации разрыва магистрали в Айфеле. Планируется, что этот разрыв будет закрыт к 2030 году путём последовательного ввода в эксплуатацию 3 новых участков: Бланкенхайм—Ломмерсдорф (6 километров), Ломмерсдорф—Аденау (9,4 километра), Аденау—Драйс-Брюк (11 километров).
Кроме того, существуют планы продления магистрали. На юге намечается соединение магистрали с магистралью 620 в черте города Саарбрюкен. На севере магистраль будет доведена до Фемарна. Также в планах значатся замена моста через Рейн и увеличение количества полос для движения на отдельных участках дороги.

## Европейские маршруты
Дорога является частью Европейской маршрутной сети и по ней проходят следующие маршруты:
- E47
- E22
- E37
- E31
- E29
- E44
- Е422

## Галерея

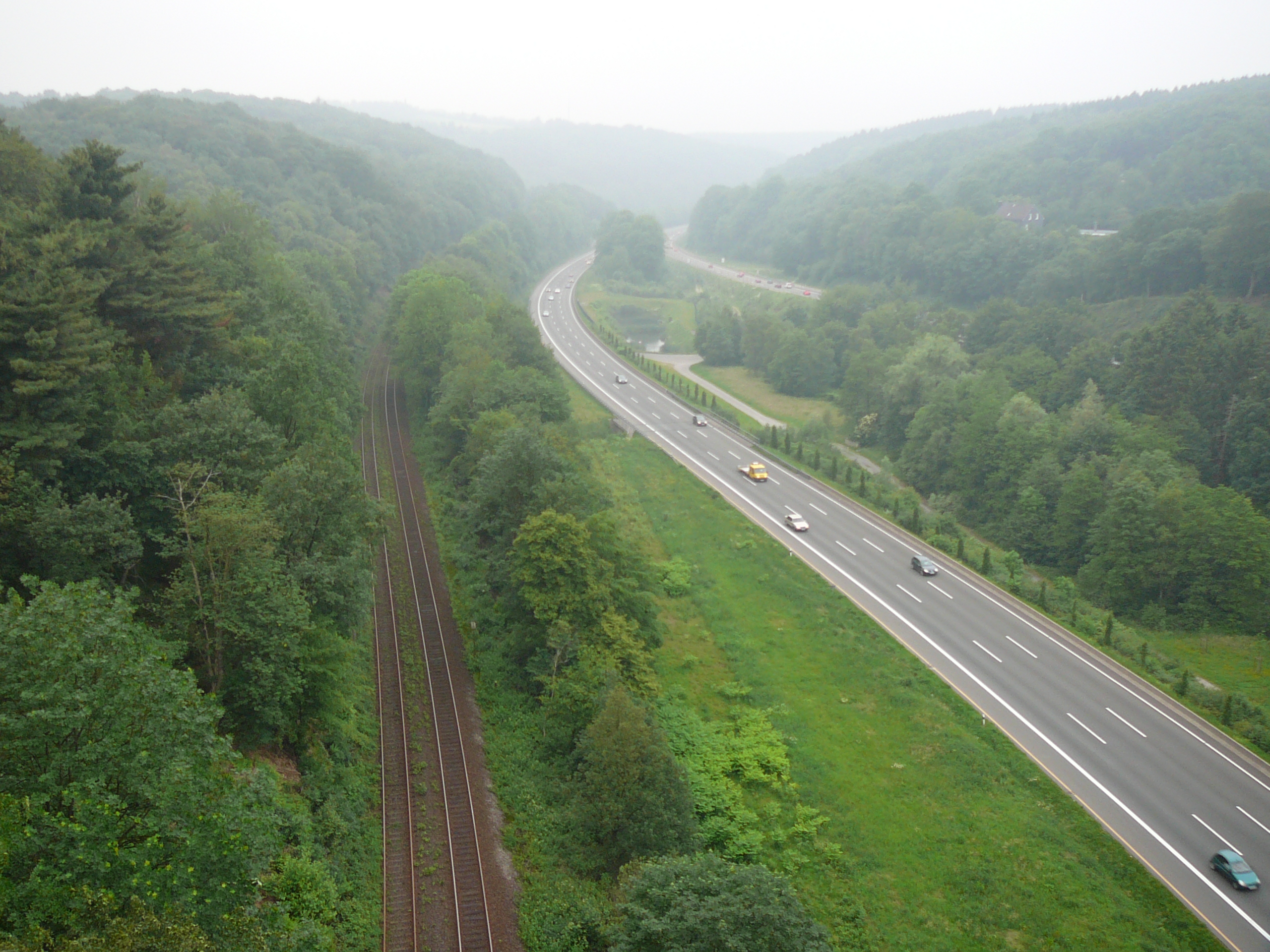
А1 недалеко от Вупперталя, вид с моста Blombachtalbrücke
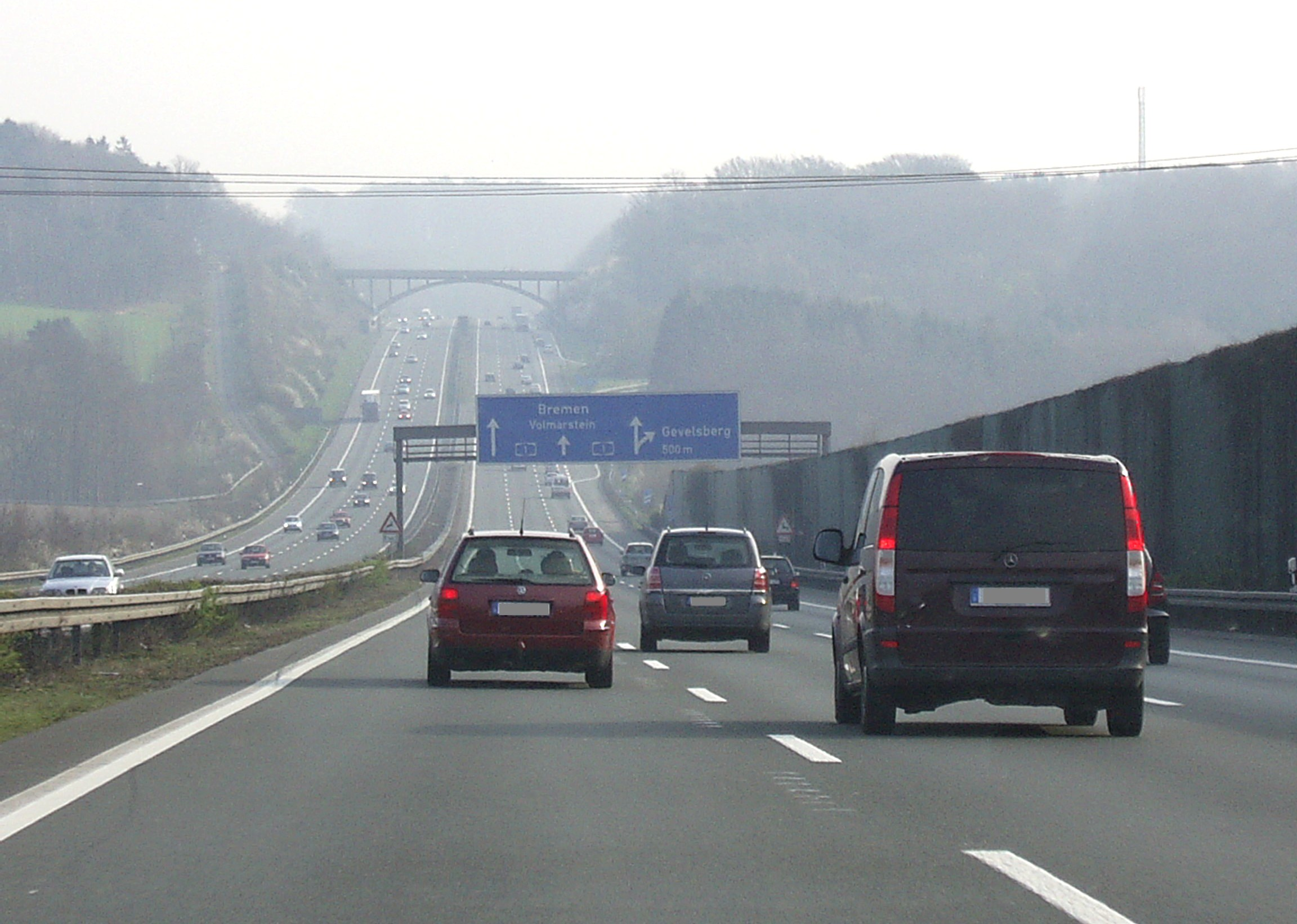
А1 к северу от Вупперталя